# 山本拓実
山本 拓実（やまもと たくみ、2000年1月31日 - ）は、兵庫県宝塚市出身のプロ野球選手（投手）。右投右打。北海道日本ハムファイターズ所属。

## 経歴

### プロ入り前
甲子園球場からほど近い兵庫県宝塚市仁川で育ち、大の阪神タイガースファンであり、少年時代はファンクラブ会員として、シーズン中に月2回ほどのペースで甲子園球場へ実父と共に観戦していた。
3歳時（2003年）に阪神が18年ぶりのセントラル・リーグ優勝を果たしたことをきっかけに野球に興味を持ち、宝塚市立仁川小学校1年生のときに仁川ユニオンズで本格的に野球を始めた。宝塚市立宝塚第一中学校では将来プロ野球選手になりたいと考え、ヤングリーグの兵庫タイガースに入団。セカンド・サード・ショート・ピッチャーと複数ポジションを守っていたが、身体の小ささからピッチャーとしての登板機会はあまり与えられず、主にセカンドを務めていた。進学にあたり、野球で有名な私立高校も考えたが、「自ら考えて行動する選手の雰囲気、選手の意志を尊重してくださる吉田監督の指導に触れ、『ここで野球がしたい』という気持ちが強くなりました。プロ野球を見据えている自分には、市立西宮高等学校に根付く"考える野球"が必要だと感じたんです。」と何度も試合や練習を見学した市立西宮高校への進学を決めた。
市立西宮高校では本格的にピッチャーを務め、1年秋からベンチ入り。2年夏の県大会では、香住との1回戦で大会規定（8回までに8点差）のコールドゲームによる参考記録ながら、ノーヒットノーランを達成した。2年秋から背番号1、3年春の県大会では26イニングを3失点と好投。同大会では、この春のセンバツでベスト4入りを果たした報徳学園に敗れはしたものの、3安打2失点と好投すると、センバツ優勝の大阪桐蔭監督の西谷浩一が山本との対戦を希望したことから、6月22日に練習試合が実現。チームは完封負けを喫したものの、山本は7回3安打6奪三振3失点と好投した。3年夏は報徳学園との県大会準々決勝で延長10回に1-2でサヨナラ負けを喫して敗退となったものの、3試合・23イニングを投げて2四死球・23奪三振・4失点と好投した。大会期間中は進路に悩んでいたが、「これまでずっと野球が好きで、努力してきて、大きなチャンスが目の前にきた。なら今掴むべきじゃないか」と吉田監督から背中を押され、敗退後はプロ志望を表明し、2017年9月7日にプロ志望届を日本学生野球協会へ提出した。
10月26日に行われたドラフト会議にて、中日ドラゴンズから6位指名を受けた。市立西宮高校からドラフト指名を受けたのは1975年度ドラフト会議の山中浩次（近鉄バファローズ5位指名）以来2人目であった。11月17日に契約金2500万円・年俸550万円（いずれも金額は推定）で入団に合意し、同27日には入団発表会見が行われた。背番号は59。担当スカウト米村明。
なお、市立西宮高校は3年生へ大学入試センター試験（当時）の受験を事実上義務付けていたほどの進学校でもあるが、山本は試験の前に中日と契約したため、同校の3年生としては数年ぶりにセンター試験の受験を見送った。

### 中日時代

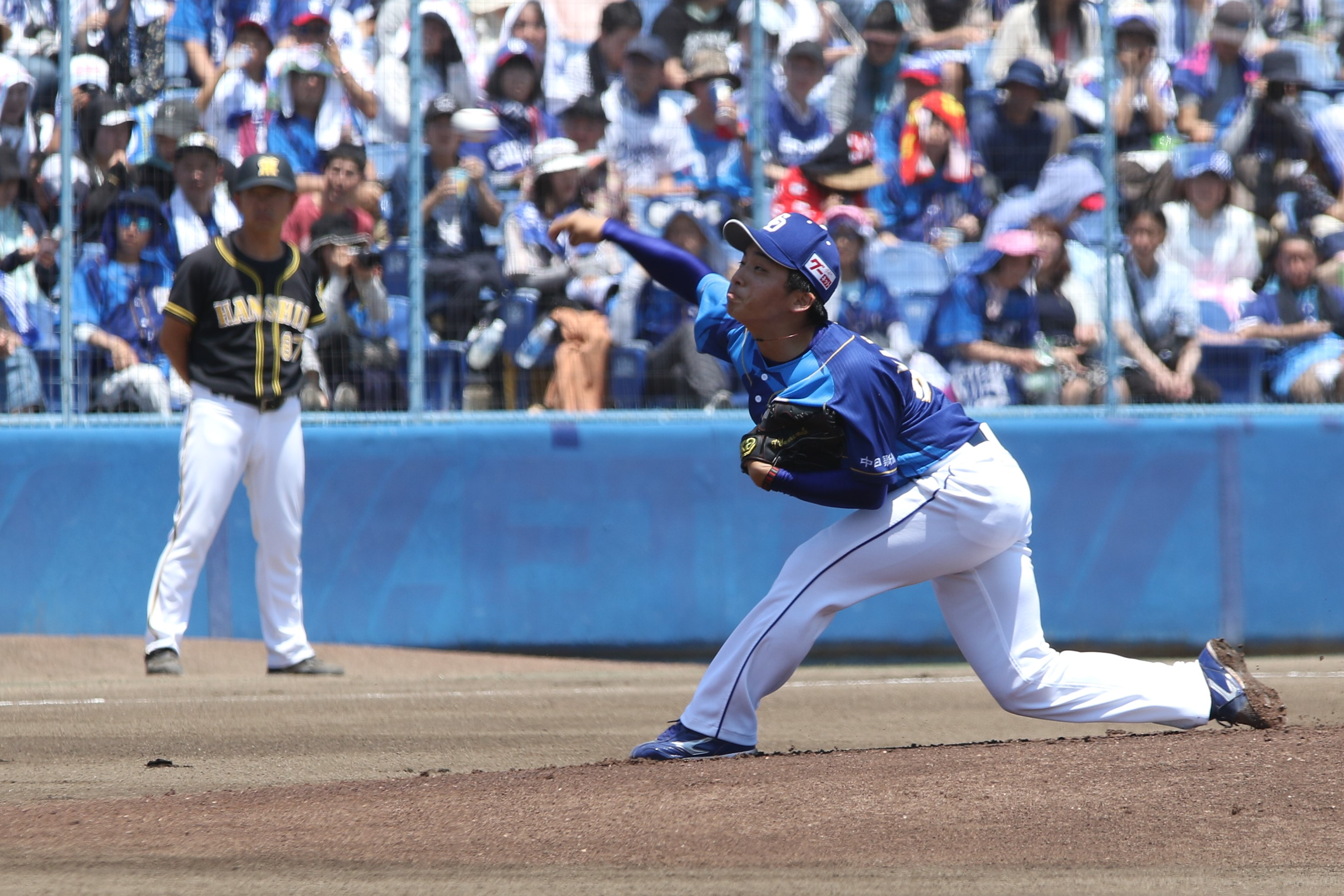
中日ドラゴンズ時代
（2019年5月25日 ナゴヤ球場）

2018年は4月29日の福岡ソフトバンクホークスとの二軍戦で公式戦デビューを果たした。その後も二軍で実戦登板を重ね、ウエスタン・リーグで16試合に登板して防御率4.54という成績ながら、2日間限定での一軍昇格が決定し、9月11日に出場選手登録となり、翌12日の阪神タイガース戦でプロ初登板。中日にドラフト6位以下の順位で入団した高卒新人投手が1年目に一軍登板を果たすのは史上初であり、2イニングを1安打2四球3奪三振無失点に抑えた。当初の予定通り、9月13日に出場選手登録を抹消され、ルーキーイヤーの一軍登板は前述の1試合のみであったが、二軍では16試合・41回2/3を投げて防御率4.54を記録。シーズン終了後に参加したフェニックスリーグでは、前年のWBC韓国代表4人を擁する斗山ベアーズ打線を6回3安打6奪三振1失点に抑えた。オフに現状維持となる推定年俸550万円で契約を更改した。
2019年は4月28日にリリーフとして出場選手登録となるも、登板機会が無いまま翌29日に登録抹消。二軍では13試合（11先発）に登板し、1完封・3完投・防御率3.34と結果を残すと、7月24日の広島東洋カープ戦でプロ初先発。5回5安打3四球2奪三振2失点という内容であったが、打線の援護が無く、敗戦投手となった。続く同31日の阪神戦にも先発すると、3回までパーフェクトピッチングを披露するなど、6回4安打2四死球3奪三振1失点の好投でプロ初勝利を挙げた。8月8日に出場選手登録を抹消されて以降は再登録と抹消を繰り返しながら一軍での先発登板を重ね、8月25日の広島戦では6回途中2失点で勝利投手となり、4回裏の打席ではプロ初安打初打点を記録。9月16日にこの年5度目の出場選手登録となり、同日の横浜DeNAベイスターズ戦では自己最長となる7イニングを無失点に抑える好投でシーズン3勝目を挙げた。続く先発予定試合が雨天中止になると、シーズン最終盤はリリーフとして2試合に登板し、この年は9試合（7先発）の登板で3勝3敗・防御率2.98を記録。オフに倍増となる推定年俸1100万円で契約を更改した。
2020年は新型コロナウイルスの影響で120試合制の短縮シーズンとなり、開幕も6月に延期となったが、自身初の開幕ローテーション入り。2度目の先発登板となった7月1日の阪神戦で6回2失点と好投し、シーズン初勝利を挙げたが、その後は3試合連続で5回持たずに降板し、リリーフへ配置転換となったが、8月13日に出場選手登録を抹消された。シーズン最終盤の10月31日に再登録されるも、登板機会は無く、この年は9試合（5先発）の登板で1勝3敗・防御率5.59という成績であった。オフに44万円減となる推定年俸1056万円で契約を更改した。
2021年は開幕を二軍で迎え、二軍でも7試合（2先発）の登板で防御率6.28と結果を残せていなかったが、5月23日に出場選手登録。6月5日のオリックス・バファローズ戦で3回表の無死一・二塁から登板し、2イニングを無失点に抑える好リリーフでシーズン初勝利を挙げたものの、7月2日の東京ヤクルトスワローズ戦で2回5安打1四球4失点と打ち込まれ、この試合を最後に同9日に出場選手登録を抹消された。その後の一軍昇格は果たせずにシーズンを終え、この年は9試合のリリーフ登板で1勝0敗・防御率6.43という成績であり、オフに56万円減となる推定年俸1000万円で契約を更改した。
2022年、リリーフとしては自身初となる開幕一軍入りを果たし、4月24日の読売ジャイアンツ戦では2イニングを投げ、3者連続三振を含むパーフェクトピッチングの好リリーフでシーズン初勝利。5月11日のヤクルト戦ではプロ初ホールドを記録した。ただ、7月3日に右肩の違和感で出場選手登録を抹消され、二軍調整中の8月19日には新型コロナウイルスに感染し、自主隔離となった。同29日に練習を再開し、9月24日に一軍復帰。この年は30試合のリリーフ登板で1勝0敗4ホールド・防御率3.60を記録し、オフに350万円増となる推定年俸1350万円で契約を更改した。
2023年は2年連続で開幕一軍入り。4月24日に出場選手登録を抹消され、5月17日に再登録されるも、6月5日に登録抹消。一軍では14試合の登板で防御率5.54であったが、「（球速が）140後半から150くらいは出ていましたし、練習だったりの感覚は良かった」と本人が話したように、二軍では10試合の登板で防御率1.64と結果を残していた。

### 日本ハム時代
2023年6月19日に齋藤綱記・宇佐見真吾との2対2トレードで郡司裕也と共に北海道日本ハムファイターズに移籍することが発表された。背番号は67。なお、チームには同姓の山本晃大が所属しているため、報道上の表記およびスコアボード上の表記は「山本拓」となる。
6月24日の二軍戦で移籍後初の実戦登板を果たし、同27日に出場選手登録となり、6月30日の試合前には新庄剛志監督が「7月9日。山本君と郡司君。先発で行きます。日曜日」と公言。同日のオリックス戦で移籍後初登板を果たし、1イニングを無失点に抑えると、新庄監督の公言どおりに7月9日の千葉ロッテマリーンズ戦で移籍後初先発となり、2イニングを投げ、2奪三振を含むパーフェクトピッチングと好投した。その後はシーズン終了までリリーフとして一軍に帯同し、移籍後は26試合の登板で0勝0敗3ホールド・防御率1.50を記録。オフに650万円増となる推定年俸2000万円で契約を更改した。
2024年は開幕を一軍で迎え、3月30日のロッテ戦でシーズン初登板となり、1イニングを無失点に抑えたが、その後は上半身のコンディション不良を抱え、3試合連続失点を喫し、4月18日に出場選手登録を抹消された。二軍では、明け方に吐き気を覚えてトイレに駆け込んだこともあったなど、体調不良にも悩まされたが、5月23日に再登録。6月13日の中日戦では2点ビハインドの6回表から登板し、1イニングを無失点に抑えると、直後にチームが逆転して勝利したことで山本に勝利投手が記録され、これが移籍後初勝利かつ自身781日ぶりの白星となった。その後も流れを呼び込む投球でリリーフながら白星を積み重ね、この年は36試合の登板で6勝0敗3ホールド・防御率1.82を記録。CSでは、ロッテとのファーストステージ第1戦でポストシーズン初登板を果たしたが、第3戦から背中の張りでベンチ外が続き、ファイナルステージ期間中の10月17日に登録抹消となり、シーズンを終えた。オフに1200万円増となる推定年俸3200万円で契約を更改した。
2025年も開幕を一軍で迎え、投球データは前年より良い数値を計測しながらも「メンタル的に143試合を見据えて投げてしまった」と春先は打ち込まれ、4月6日に出場選手登録を抹消された。二軍再調整期間では、金子千尋二軍投手コーチの助言でシンカーの投球割合を増加させ、プレートを踏む位置も一塁側へ変更し、5月9日に一軍へ再昇格。好調を維持しながらも7月5日の登板を終えた時点では、15試合の登板で2勝1敗・防御率3.07と点差が開いた場面や僅差のビハインド時での起用がほとんどであったが、続く同8日のロッテ戦では1点リードの延長11回裏、一死一・二塁という場面から登板し、このピンチを無失点で切り抜けてプロ初セーブを挙げた。

## 選手としての特徴
| 球種         | 配分 % | 平均球速 km/h | 被打率 |
| ------------ | ------ | ------------- | ------ |
| ストレート   | 46.7   | 149.9         | .265   |
| カットボール | 18.3   | 137.8         | .192   |
| シンカー     | 13.5   | 142.9         | .316   |
| スライダー   | 07.8   | 127.1         | .083   |
| カーブ       | 07.0   | 116.5         | .167   |
| シュート     | 06.8   | 147.4         | .308   |

身長は167cmと小柄だが、低いリリースポイントから浮き上がって見えるストレートが武器。最速は高校時代に148km/h、プロ入り後は156km/hを計測している。
変化球については、高校時代はスライダー・カーブ・チェンジアップの3球種であったが、プロ入り後は3年目からカットボール、4年目のシーズン途中からはチェンジアップを改良したシンカー、6年目（日本ハム移籍1年目）のシーズン終了後からはシュートを投じるようになった。
武田久の投球フォームを参考にしたり、プロ入り後は谷元圭介に弟子入りしたりしていたことから、日本ハムで活躍した小柄な右腕と投球フォームやマウンドでの振る舞いが似ている。投球時に膝が前に出て腰が反ってしまい、肩に力みが入ったり、インステップするなどの悪癖がある。幼少期はテレビで見た桟原将司や下柳剛（当時は阪神所属）の投球フォームを真似ていたという。

## 人物・エピソード
愛称は「やまーん」。
実父も、香川県立高松西高等学校・大阪教育大学在学中に硬式野球部へ所属。大学時代には、近畿学生野球1部リーグで首位打者のタイトルを獲得したほか、ベストナインに3回選ばれた。実父によれば、拓実は幼稚園の年長クラス時代から野球への関心が高く、公園へ連れて行っても朝から夕方まで野球に明け暮れていたという。
中日で関西地区を中心に37年間スカウトを務め、山本が高校3年時（2017年）はスカウト部長であった中田宗男は当時を「担当スカウトからは何度も『いい投手なんでぜひ』と言われていましたが、私の先入観のせいで後回しにしました。それは公称167cmという身長。プロでは厳しいと決め付けていたのです」と振り返り、同年7月25日の報徳学園との準々決勝で初めて山本を視察すると、「短所だと思っていた身長の低さが、逆に長所だと気付きました。投手にとって大切な“角度”は、上からとは限りません。ボールが低いところから浮き上がって見えるのが、山本の“角度”でした。“人とは違う球”を、打者は打てないのです」と先入観を覆され、「実際に指名する選手は、原則、複数回視察します。選手にとっては一生を左右することですし、球団にとっても契約金を用意するのですから当然ですね。ところが、一度きりの視察で指名した例外がいます。それが市西宮高の山本でした」と山本のドラフト指名が異例であったことを明かした。
プロ5年目を迎えた2022年1月の自主トレからは、チームメイトで同じ身長167cmの谷元圭介に弟子入りすると、成功のヒントを授かり、この年は飛躍的に成績を伸ばした。2023年も自主トレに参加し、この年は谷元の古巣・日本ハムのエース上沢直之をはじめ、複数の日本ハムの選手と自主トレを共にすると、6月19日にトレードで日本ハムへ移籍。シーズン中の9月12日の夜、谷元から直接引退の連絡が入り、山本は登場曲を清水翔太の『DREAM』（谷元の日本ハム時代の登場曲）に変更。9月18日のソフトバンク戦で初めてこの曲がエスコンフィールドHOKKAIDOで流れると、奇しくも同日に谷元の引退会見が行われ、「中途半端に大きくなく本当に小さいので、それはそれで武器になったと思う。僕もかつて日本ハムの時に武田久投手（公称170cm）を目標にして、たくさんのことを学んだ。そういう経験は山本には伝えた」と、かつては谷元自身も同じ小柄な武田に教えを乞い、その経験値を山本に伝承したと話した。10月30日には武田が日本ハムの一軍投手コーチに就任し、“大師匠”と“孫弟子”の関係となった。
2023年に、中日時代から交際していた一般女性との結婚を発表。

## 詳細情報

### 年度別投手成績
| 年 度     | 球 団     | 登 板 | 先 発 | 完 投 | 完 封 | 無 四 球 | 勝 利 | 敗 戦 | セ 丨 ブ | ホ 丨 ル ド | 勝 率 | 打 者 | 投 球 回 | 被 安 打 | 被 本 塁 打 | 与 四 球 | 敬 遠 | 与 死 球 | 奪 三 振 | 暴 投 | ボ 丨 ク | 失 点 | 自 責 点 | 防 御 率 | W H I P |
| --------- | --------- | ----- | ----- | ----- | ----- | -------- | ----- | ----- | -------- | ----------- | ----- | ----- | -------- | -------- | ----------- | -------- | ----- | -------- | -------- | ----- | -------- | ----- | -------- | -------- | ------- |
| 2018      | 中日      | 1     | 0     | 0     | 0     | 0        | 0     | 0     | 0        | 0           | ----  | 8     | 2.0      | 1        | 0           | 2        | 0     | 0        | 3        | 0     | 0        | 0     | 0        | 0.00     | 1.50    |
| 2019      | 中日      | 9     | 7     | 0     | 0     | 0        | 3     | 3     | 0        | 0           | .500  | 194   | 45.1     | 39       | 4           | 24       | 0     | 1        | 27       | 3     | 0        | 15    | 15       | 2.98     | 1.39    |
| 2020      | 中日      | 9     | 5     | 0     | 0     | 0        | 1     | 3     | 0        | 0           | .250  | 133   | 29.0     | 31       | 4           | 17       | 0     | 1        | 25       | 0     | 0        | 20    | 18       | 5.59     | 1.66    |
| 2021      | 中日      | 9     | 0     | 0     | 0     | 0        | 1     | 0     | 0        | 0           | 1.000 | 67    | 14.0     | 16       | 1           | 8        | 0     | 1        | 12       | 0     | 0        | 10    | 10       | 6.43     | 1.71    |
| 2022      | 中日      | 30    | 0     | 0     | 0     | 0        | 1     | 0     | 0        | 4           | 1.000 | 131   | 30.0     | 24       | 2           | 17       | 1     | 1        | 19       | 1     | 0        | 13    | 12       | 3.60     | 1.37    |
| 2023      | 中日      | 14    | 0     | 0     | 0     | 0        | 0     | 1     | 0        | 0           | .000  | 61    | 13.0     | 17       | 1           | 5        | 0     | 0        | 11       | 0     | 0        | 11    | 8        | 5.54     | 1.69    |
| 2023      | 日本ハム  | 26    | 1     | 0     | 0     | 0        | 0     | 0     | 0        | 3           | ----  | 97    | 24.0     | 23       | 2           | 6        | 0     | 0        | 19       | 1     | 0        | 4     | 4        | 1.50     | 1.21    |
| '23計     | 日本ハム  | 40    | 1     | 0     | 0     | 0        | 0     | 0     | 0        | 3           | .000  | 158   | 37.0     | 40       | 3           | 11       | 0     | 0        | 30       | 1     | 0        | 15    | 12       | 2.91     | 1.38    |
| 2024      | 日本ハム  | 36    | 0     | 0     | 0     | 0        | 6     | 0     | 0        | 3           | 1.000 | 161   | 39.2     | 35       | 2           | 9        | 1     | 2        | 30       | 1     | 0        | 9     | 8        | 1.82     | 1.11    |
| 通算：7年 | 通算：7年 | 134   | 13    | 0     | 0     | 0        | 12    | 7     | 0        | 10          | .632  | 852   | 197.0    | 186      | 16          | 88       | 2     | 6        | 146      | 6     | 0        | 82    | 75       | 3.43     | 1.39    |

- 2024年度シーズン終了時

### 年度別守備成績
| 年 度 | 球 団    | 投手  | 投手  | 投手  | 投手  | 投手  | 投手     |
| 年 度 | 球 団    | 試 合 | 刺 殺 | 補 殺 | 失 策 | 併 殺 | 守 備 率 |
| ----- | -------- | ----- | ----- | ----- | ----- | ----- | -------- |
| 2018  | 中日     | 1     | 0     | 0     | 0     | 0     | ----     |
| 2019  | 中日     | 9     | 2     | 6     | 1     | 0     | .889     |
| 2020  | 中日     | 9     | 2     | 5     | 1     | 0     | .875     |
| 2021  | 中日     | 9     | 1     | 2     | 0     | 0     | 1.000    |
| 2022  | 中日     | 30    | 2     | 1     | 0     | 0     | 1.000    |
| 2023  | 中日     | 14    | 2     | 5     | 1     | 0     | .875     |
| 2023  | 日本ハム | 26    | 1     | 7     | 0     | 1     | 1.000    |
| '23計 | 日本ハム | 40    | 3     | 12    | 1     | 1     | .938     |
| 2024  | 日本ハム | 36    | 0     | 3     | 0     | 0     | 1.000    |
| 通算  | 通算     | 134   | 10    | 29    | 3     | 1     | .929     |

- 2024年度シーズン終了時

### 記録
初記録
投手記録
- 初登板：2018年9月12日、対阪神タイガース20回戦（阪神甲子園球場）、7回裏に4番手で救援登板・完了、2回無失点[3]
- 初奪三振：同上、7回裏に糸井嘉男から空振り三振[3]
- 初先発登板：2019年7月24日、対広島東洋カープ対16回戦（MAZDA Zoom-Zoom スタジアム広島）、5回2失点で敗戦投手[34]
- 初勝利・初先発勝利：2019年7月31日、対阪神タイガース16回戦（阪神甲子園球場）、6回1失点[36]
- 初ホールド：2022年5月11日、対東京ヤクルトスワローズ7回戦（明治神宮野球場）、6回裏に2番手で救援登板、1回無失点[68]
- 初セーブ：2025年7月8日、対千葉ロッテマリーンズ12回戦（ZOZOマリンスタジアム）、11回裏に8番手で救援登板・完了、2/3回を無失点[110]

打撃記録
- 初打席：2019年7月24日、対広島東洋カープ対16回戦（MAZDA Zoom-Zoom スタジアム広島）、クリス・ジョンソンから見逃し三振
- 初安打・初打点：2019年8月25日、対広島東洋カープ20回戦（ナゴヤドーム）、4回裏に九里亜蓮から左前適時打[43][44]

### 背番号
- 59（2018年 - 2023年6月20日）
- 67（2023年6月21日 - ）[83]

### 代表歴
- 2018アジアウインターベースボールリーグ：NPBウエスタン選抜

### 登場曲
- 「ライオン」ベリーグッドマン（2019年打席時[133]、2020年[134]、2021年[135]、2022年[136]、2023年[137]）
- 「ハローカゲロウ」GReeeeN（2019年登板時）[133]
- 「VS（TV size）」BLUE ENCOUNT（2020年）[134]
- 「CENTURIES」FALL OUT BOY（2021年）[135]
- 「その先へ」DREAMS COME TRUE（2022年）[136]
- 「We Are Legends」Valley Of Wolves（2022年）[138]
- 「何度でも」DREAMS COME TRUE（2023年）[137]